# Tipula (Eumicrotipula) tersa
Tipula (Eumicrotipula) tersa is een tweevleugelige uit de familie langpootmuggen (Tipulidae). De soort komt voor in het Neotropisch gebied.